# 美麗低紋鮨
美麗低紋鮨（学名：Hypoplectrus puella），為輻鰭魚綱鱸形目鱸亞目鮨科的其中一種，分布於中西大西洋區，包括墨西哥灣東部及加勒比海海域，棲息深度3-23公尺，體長可達15.2公分，生活在珊瑚礁、岩礁區，為底棲性魚類，屬肉食性，可作為觀賞魚。